# Носик, Трофим Афанасьевич
Трофим Афанасьевич Носик (1874—1946 ?) — крестьянин, депутат Государственной думы II созыва от Екатеринославской губернии.

## Биография
Крестьянин села Дмухайловское Новомосковского уезда Екатеринославской губернии. Образование начальное. Служил волостным писарем. Был арестован, три месяца сидел в тюрьме, в результате был выслан в Архангельскую губернию. Занимался земледелием на наделе площадью 2 десятины.
6 февраля 1907 избран в Государственную думу II созыва Екатеринославским губернским избирательным собранием от съезда уполномоченных от волостей. Вошёл в состав в Трудовой группы и фракции Крестьянского союза.
После разгона 2-й Государственной Думы Носик был арестован и в административном порядке сослан в Архангельскую губернию на 5 лет. По окончании ссылки вернулся на Украину.
Известно, что в марте 1917 года солдат запасного пехотного полка.
Детали дальнейшей судьбы неизвестны. Пропал без вести в 1946 году.

## Семья
- Первая жена — ?[1].
  - Сын — ?[1].
  - Сын — ?[1].
- Вторая жена — ?
  - Дочь — Александра[1].
  - Сын — Павел[1].
  - Дочь — Анна Трофимовна Носик (?—?), в первом браке Терехова, во втором Синькова[1]

### Архивы
- Российский государственный исторический архив. Фонд 1278. Опись 1 (2-й созыв). Дело 304; Дело 595. Лист 5.